# دورنیه دو ۲۹ (۱۹۳۴)
دورنیه دو ۲۹ (۱۹۳۴) (به انگلیسی: Dornier_Do_29_(1934)) یک هواگرد از نوع جنگنده سنگین ساخت شرکت دورنیه فلوکتسایک‌ورک در آلمان است. این هواگرد در جنگ جهانی دوم توسط نیروی هوایی آلمان نازی مورد استفاده قرار گرفت.